# Olof Ier de Suède
Olof Ier de Suède roi de Suède du IXe siècle.
Olof Ier est inconnu de la Saga de Hervor et du roi Heidrekr. Il est cependant peut-être identifiable avec le roi homonyme qui avait récemment accédé au trône lors de la seconde visite d'Ansgar en Suède en 852. Bien que son ascendance ne soit pas évoquée, il est alternativement considéré comme un fils de Björn II at Hauge ou d'Önund.